# NGC 2439

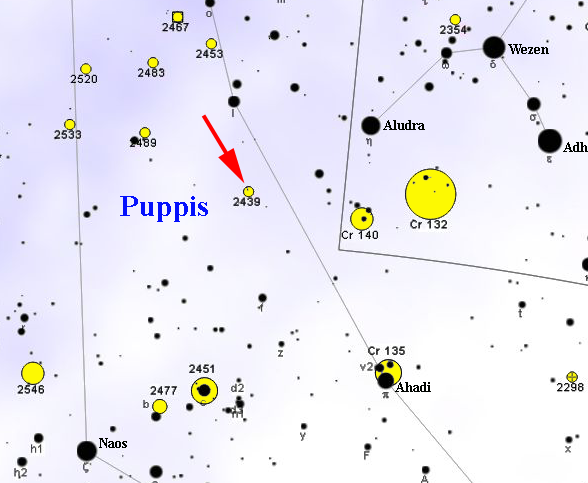
標示NGC 2439位置的星圖。

NGC 2439是位於船尾座的一個疏散星團。它的視星等為6.9等，大小為10弧分，使用小望遠鏡就能看見。這個星團距離太陽系大約3,855秒差距，年齡大約1,000萬地球年。在觀測上，這個星團有兩顆B型星的超巨星。較靠近我們的一顆距離約為1,030秒差距，較遠的一顆距離3,200秒差距。

## 外部連結
- 维基共享资源上的相關多媒體資源：NGC 2439